# Cucurbitaria staphula
Cucurbitaria staphula är en svampart som beskrevs av Dearn. ex R.H. Arnold & R.C. Russell 1961. Cucurbitaria staphula ingår i släktet Cucurbitaria och familjen Cucurbitariaceae.   Inga underarter finns listade i Catalogue of Life.